# ホスティリアヌス
ガイウス・ウァレンス・ホスティリアヌス・メッシウス・クィントゥス（ラテン語：Gaius Valens Hostilianus Messius Quintus、230年頃 - 251年11月）は、251年にローマ皇帝の地位にあった人物である。

## 生涯
ホスティリアヌスは、230年頃にパンノニア属州の州都シルミウム（現：スレムスカ・ミトロヴィツァ）で生まれた。父は後にローマ皇帝となるデキウス、母はヘレンニア・エトルスキッラ（en）であり、父デキウスの共同皇帝となったヘレンニウス・エトルスクスが兄に当たる。
249年、ピリップス・アラブスを打倒したデキウスが後継のローマ皇帝に即位すると、ホスティリアヌスは皇帝一族となったが、ヘレンニウス・エトルスクスが後継皇帝として遇されたのに対して、ホスティリアヌスはヘレンニウスの更に後任の立場となった。
251年、デキウスはヘレンニウスを共同皇帝に即位させ、ホスティリアヌスはプリンケプス・ユウェントゥティス（princeps iuventutis)として、皇太子の地位に上った。デキウスはヘレンニウスと共に、ドナウ川流域の帝国属州を襲撃していたゴート族を撃退するために親征したが、ホスティリアヌスは母ヘレンニア・エトルスキッラと共にローマへ残った。なお、この際にヘレンニアがホスティリアヌスの摂政となった。しかし6月頃、アブリットゥスの戦いでローマ軍はゴート族の軍に敗北し、デキウスとヘレンニウスが共に戦死した。アブリットゥスで敗北した後にデキウスが率いていた軍はモエシア属州総督であったトレボニアヌス・ガッルスを皇帝として擁立、ローマでは皇太子ホスティリアヌスが皇帝に即位した。帝国内に2人の皇帝が並立したことから、内戦の恐れが生じたが、突如発生した疫病に罹ってホスティリアヌスは死去した。
ホスティリアヌスの死後、トレボニアヌスは息子ガイウス・ウィビウス・ウォルシアヌスを共同皇帝とした。

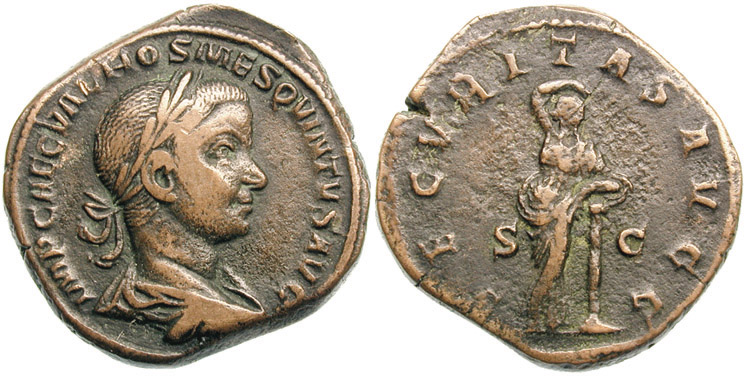
ホスティリアヌスを印した硬貨